# Trentepohlia scalator
Trentepohlia scalator är en tvåvingeart som beskrevs av Alexander 1953. Trentepohlia scalator ingår i släktet Trentepohlia och familjen småharkrankar.
Artens utbredningsområde är Madagaskar. Inga underarter finns listade i Catalogue of Life.